# Brévonnes
Brévonnes – miejscowość i gmina we Francji, w regionie Grand Est, w departamencie Aube.
Według danych na rok 1990 gminę zamieszkiwały 604 osoby, a gęstość zaludnienia wynosiła 31 osób/km².